# Formele fără fond
Procesul de modernizare românească a cunoscut fenomenul formelor fără fond, care a făcut obiectul unei teorii speciale, teoria formelor fără fond. Despre formele fără fond au scris Ion Heliade Rădulescu, Mihail Kogălniceanu, Alecu Russo, Ioan Maiorescu, Gh. Asachi, Ion Ghica, George Barițiu, B. P. Hasdeu.

## Titu Maiorescu
Cel care oferă o analiză a formelor fără fond ca o teorie a procesului de modernizare românească este Titu Maiorescu, continuată și dezvoltată de M. Eminescu. Titu Maiorescu vorbește de formă fără fond: ,,Al doilea adevăr, și cel mai însemnat, de care trebuie să ne pătrundem, este acesta: forma fără fond nu numai că nu aduce nici un folos, dar este de-a dreptul stricăcioasă, fiindcă nimicește un mijloc puternic de cultură. Și, prin urmare, vom zice: este mai bine să nu facem o școală deloc decât să facem o școală rea, mai bine să nu facem o pinacotecă deloc decât să o facem lipsită de arta frumoasă; mai bine să nu facem deloc statutele, organizarea, membrii onorarii și neonorați ai unei asociațiuni decât să le facem fără ca spiritul propriu de asociare să se fi manifestat cu siguranță în persoanele ce o compun; mai bine să nu facem deloc academii, cu secțiunile lor, cu ședințele solemne, cu discursurile de recepțiune, cu analele pentru elaborate decât să le facem toate aceste fără maturitatea științifică ce singură le dă rațiunea de a fi“ . Fruntașul junimist menționează enunțul ,,formă fără fond“, destul de rar, dar aceasta s-a impus ca una dintre cele mai populare sintagme datorită impulsului dat cu articolul În contra direcției de astăzi în cultura română, apărut într-o perioadă de mari controverse și convulsii sociale, când România părea neguvernabilă, iar filosoful a căutat o explicație a acestei situații. 
Maiorescu susține că orice formă fără fond trebuie înlăturată, întrucât numai astfel se reconstruiește cultura română începând cu fundamentul ei.

## M. Eminescu
Concepția despre formele fără fond a lui Eminescu derivă din viziunea sa organicistă și evoluționistă despre progres, care nu acceptă dezvoltarea socială: „se poate realiza un adevărat progres, pe care nu-l vedem și nu-l aprobăm decât în dezvoltarea treptată și continuă a muncii fizice și intelectuale. Căci cine zice «progres» nu-l poate admite decât cu legile lui naturale, cu continuitatea lui treptată“ .
Pentru Eminescu, perioada de naștere a formelor fără fond – „epoca de tranzițiune“ – este cea cuprinsă între 1848 și 1866, când s-au copiat masiv forme instituționale din Europa Occidentală. 
El dezbate esența procesului de modernizare românească, anume acordul dintre noul organism politico-juridic de sorginte occidentală și fondul românesc. Românii nu au participat la edificarea noii civilizații moderne ci doar au adoptat prin copiere o cantitate enormă de forme care cu greu se configurează în structuri instituționale eficiente. Introducerea tuturor formelor noi s-a făcut „fără elementul moderator al tradițiilor trecutului. În loc ca un spirit nou de muncă și de iubire de adevăr să intre în formele vechi ale organizației noastre, s-a păstrat din contra incultura și vechiul spirit bizantin, care a intrat în formele nouă ale civilizației apusene. Nu ceva esențial, nu îmbunătățirea calității a fost ținta civilizației române, ci menținerea tuturor neajunsurilor vechi, îmbrăcate în reforme foarte costisitoare și cu totul în disproporție și cu puterea de producțiune a poporului și cu cultura lui intelectuală“ .
Eminescu amintește de forme exterioare sau de forme lipsite de cuprins. În adoptarea formelor exterioare s-a plecat de la convingerea că acestea vor schimba rapid realitățile vechi făcute responsabile pentru situația societății românești. Formele fără fond exprimă lipsa unor legături reale între instituțiile moderne și fondul autohton, precum și un conținut vechi într-o formă nouă, fără să se schimbe nimic: „Astfel, oricari ar fi formele în cari se îmbrăca viața publică și orice numiri s-ar da acelor forme, substratul lor organic este același ca și în trecut. A-l boteza din nou pe un om nu va să zică a-l schimba; a pune numele de regim democratic unei oligarhii vechi nu va să zică a schimba starea de lucruri“ . O formă nu schimbă prin sine o realitate, ci ea doar o întărește sau, dimpotrivă, o falsifică. Fondul este întotdeauna organic, iar forma, sub care apare, i se asociază numai dacă și ea capătă organicitate. Fondul are o stabilitate mult mai mare, întrucât el ține de durata lungă a unei societăți, pe când forma, adoptată din altă societate, exprimă mai mult durata scurtă a societății care o preia deoarece nu derivă din fondul autohton.
Au fost introduse forme străine care, în loc să ducă la înlăturarea efectelor negative ale celor vechi, le-au scos și mai mult în evidență și, totodată, au dat naștere la fenomene noi, cu consecințe dezastruoase în viața poporului român. Spre deosebire de alți gânditori români, Eminescu nu vede în formele fără fond doar o simplă nepotrivire între instituțiile de tip occidental introduse la noi și fondul autohton, ci ar reprezenta o falsificare brutală a profilului poporului român, o contradicție între aceste instituții și spiritul românesc.
Despre efectele modernizării românești regăsite în forme fără fond au scris A. D. Xenopol, Constantin Dobrogeanu Gherea , N. Iorga, Constantin Rădulescu-Motru, Constantin Stere, Garabet Ibrăileanu, Ștefan Zeletin, Eugen Lovinescu, Mihail Manoilescu, Lucrețiu Pătrășcanu.

Formele fără fond sunt consecința modernizării societății românești, predominat rurale, cu activitate agrară axată pe cultivarea pământului. Dăinuirea unui regim politic agrar, bazat pe sate, și nu pe orașe, a intrat în contradicție cu spiritul capitalist. Satul românesc a fost depozitarul principal al civilizației românești, pentru că era mai puțin supus presiunii externe. Rolul dinamizator în civilizația română modernă l-a avut orașul, dar susținut material și cultural de către sat, pentru că orașul era lipsit de industrie performantă și cu profit. Comunismul a radicalizat ceea ce a încercat regimul burghez din România și a forțat industrializarea, dislocând în acest fel mase uriașe de țărani, mutându-i în zone urbane și industriale. Românii trăiesc într-o continuă tranziție, pentru că nu au rezolvat nici astăzi problema lor din totdeauna: chestiunea agrară și țărănească.